# Oesdorf (Marsberg)
Oesdorf [ˈøːsdɔʁf] ist ein Ortsteil von Marsberg im Hochsauerlandkreis, Nordrhein-Westfalen (Deutschland). Bis zur kommunalen Neugliederung in Nordrhein-Westfalen 1975 war das Dorf eine selbständige Gemeinde im Kreis Büren.

## Geographie
Oesdorf liegt etwa 5 km (Luftlinie) nordöstlich der Marsberger Kernstadt in einem Talkessel unterhalb des Eggewaldes und am Anfang des Sauerlandes. Benachbarte Ortschaften sind Meerhof im Nordwesten sowie Westheim im Südosten. Das Dorf ist umgeben vom Landschaftsschutzgebiet Vor der Egge.

## Geschichte
Oesdorf wurde erstmals im Jahr 1170 in einer Stiftungsurkunde des Klosters Bredelar als „Osningthorpe“ erwähnt. Der erste Pfarrer wurde 1238 urkundlich mit dem Namen Wydekindus genannt, eine ursprüngliche Pfarrkirche wurde 1250 als eine der Kirchen erwähnt, denen Ritter Adam von Aspe eine Schenkung machte. Im Jahre 1518 wurde der Oesdorfer Grundbesitz vom Kloster Bredelar an das Kloster Dalheim verkauft, das Oesdorf vor allem in wirtschaftlicher Hinsicht prägte.
Oesdorf gehörte bis zu den Napoleonischen Kriegen zum Hochstift Paderborn. Im Königreich Westphalen bildete der Ort von 1807 bis 1813 eine Gemeinde im Kanton Wünnenberg des Departements der Fulda. 1816 kam die Gemeinde Oesdorf zum neuen Kreis Büren, in dem sie zum Amt Wünnenberg gehörte.
Die heutige Pfarrkirche St. Johannes Baptist wurde 1893 geweiht. Sie besitzt wertvolle Stein- und Holzplastiken aus dem 15. Jahrhundert, die aus dem ehemaligen Kloster Dalheim stammen. Während des Kalten Krieges unterhielt das 62. belgische Artilleriebataillon mit Stützpunkt in Essentho von 1963 bis 1993 eine mobile Flugabwehrraketenstellung vom Typ MIM-23 HAWK in Oesdorf.
Am 1. Januar 1975 wurde Oesdorf durch § 13 Sauerland/Paderborn-Gesetz in die neue Stadt Marsberg eingegliedert und kam dadurch zum neuen Hochsauerlandkreis.

## Politik

### Wappen
Blasonierung: „In Rot eine linksschräge silberne (weiße) Ähre; darüber eine goldene (gelbe) Krone und darunter eine goldene (gelbe) Glocke; alle schwebend.“
Die Getreideähre steht für die Landwirtschaft; sie stammt aus dem Wappen des ehemaligen Amtes Wünnenberg, zu dem Oesdorf bis 1975 gehörte. Die Farben stammen ebenfalls aus dem Wappen des ehemaligen Amtes. Die Glocke symbolisiert die Johanneskirche. Die Krone gilt als eines der Attribute der Muttergottes, welches sich wiederum auf die Muttergottesgrotte auf dem Waschhof bezieht; beide Symbole stehen die christliche Tradition der Gemeinde. Die Farben Rot und Gold (Gelb) sind des Farben des Fürstentums Paderborn, zu dem Oesdorf früher gehörte.

## Bauwerke
In der Liste der Baudenkmäler in Marsberg sind für Oesdorf vier Baudenkmale aufgeführt.